# آدالوالد
آدالوالد (انگلیسی: Adaloald; ۱ ژانویهٔ ۰۶۰۲ – تاریخ ورودی نامعتبر است) پادشاه لمباردها و ایتالیا از ۶۱۶ تا ۶۲۶ میلادی بود او اندکی بعد از ولادتش به عنوان یک مسیحی تعمید داده شد او به خواست پدرش بر روس سپر پرورش یافت و پادشاهی وابسته بود و به همراه مادرش کاتولیکش حکومت کرد او پس از مرگ پدرش به سلطنت رسید پس از مدتی او دیوانه شد و حمایت اشراف را از دست داد نهایتاً آریوالد از اشراف لمبارد که با مذهب کاتولیک میانه ای نداشت وعلی الخصوص به جهت مذهب مادرش با وی رابطه حسنه ای نداشت وی را از سلطنت برکنار کرد چندی بعد وی به نحوی مرموزی در راوونا درگذشت آریوالد بعد از او خود به سلطنت رسید.